# قلود الباقية
قلود الباقية هي قرية لبنانية من قرى قضاء عكار في محافظة الشمال. تقع في تجمع للقرى يسمى الهضبات.